# Патуљаста хутија
Патуљаста хутија (лат. Mesocapromys nanus, шп. La jutía enana, енгл. Dwarf hutia) је врста глодара из породице хутије (лат. Capromyidae). 

## Распрострањење и станиште
Једино природно станиште врсте је Куба.

## Угроженост
Ова врста је крајње угрожена и у великој опасности од изумирања. Последњи пут је примерак ове врсте виђен 1937.

### Популациони тренд
Популациони тренд је за ову врсту непознат.